# Gasthof „Zum Russen“
Der ehemalige Gasthof „Zum Russen“ steht im Stadtteil Oberlößnitz der sächsischen Stadt Radebeul, in der Hauptstraße 47 unmittelbar südlich des ehemaligen Oberlößnitzer Rathauses (vor 1933 Russenstraße nach dem Gasthof).

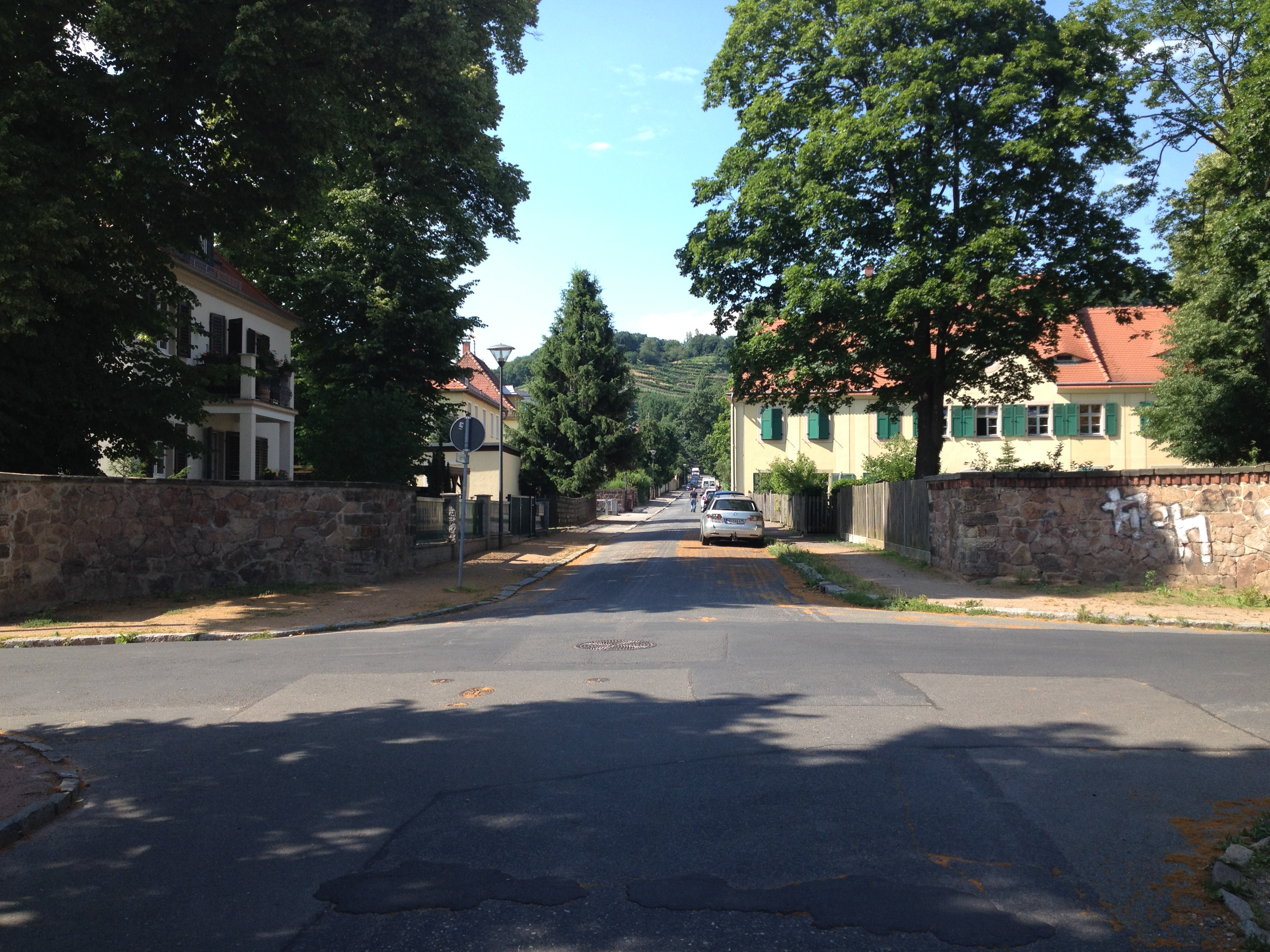
Sachgesamtheit Gasthof „Zum Russen“, mit beiden Einfriedungsmauern an der Kreuzung Hauptstraße / Maxim-Gorki-Straße (links vor der Hauptstraße 48)

Der Name des vorher als Winzerhaus errichteten Baus nimmt Bezug auf den aus Russland stammenden Gastwirt Demian Zarenkow, der das Anwesen 1806 erwarb, dem Jahr des Friedens von Posen und der Erhebung Sachsens zum Königreich Sachsen.

## Beschreibung

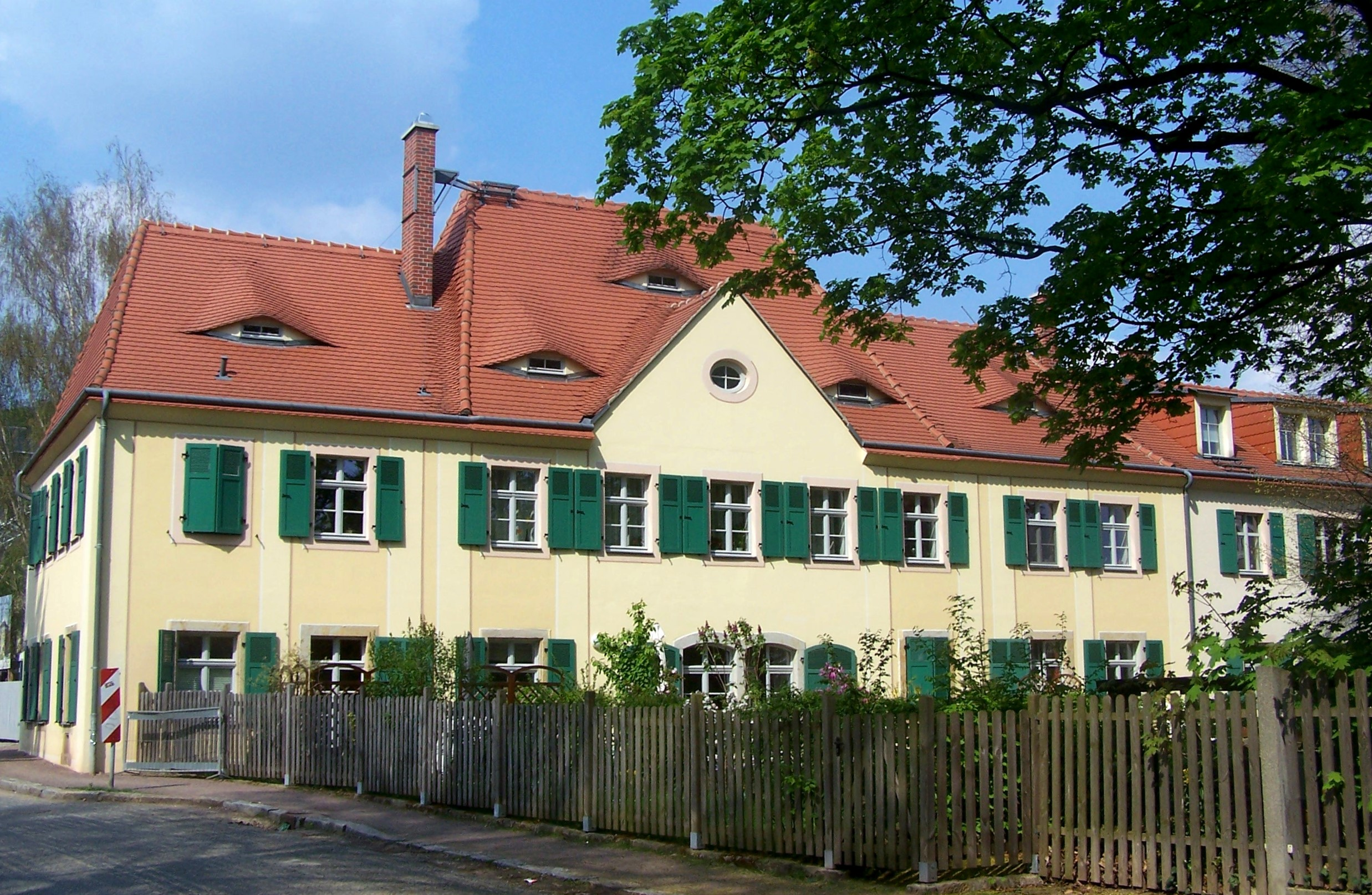
„Zum Russen“, Ansicht von Süden

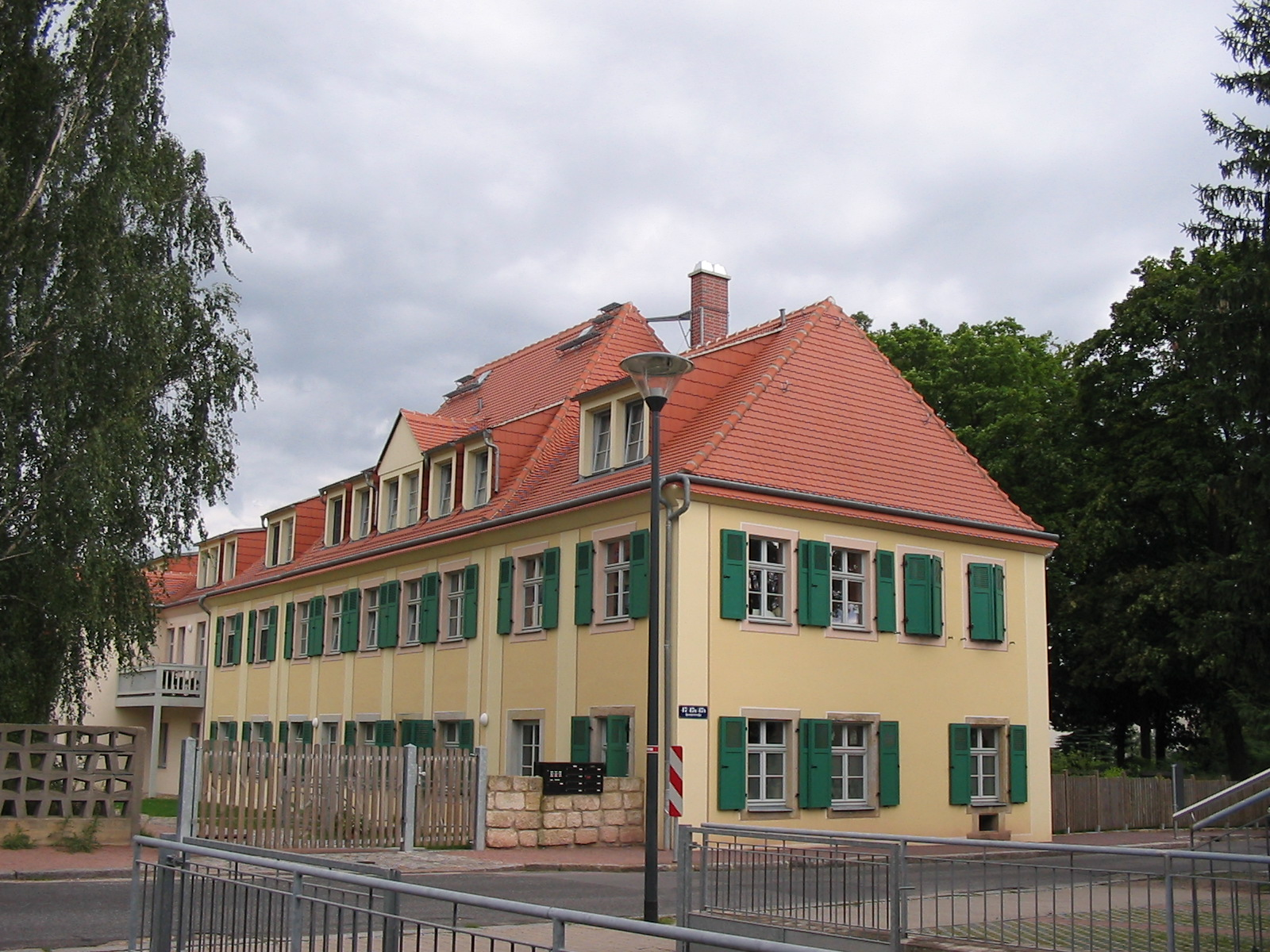
„Zum Russen“, Ansicht von Nordwesten

Der „ehemalige Gasthof (im Kern ein ehemaliges Winzerhaus), mit südlich vorgelagertem Freisitz einschließlich Baumbestand (ehemals Weinanlage) und Eckeinfriedung“ auf einem Eckgrundstück zur Maxim-Gorki-Straße (von 1934 bis 1945 Russenstraße) gelegen, steht unter Denkmalschutz, nach 2012 als denkmalpflegerische Sachgesamtheit mit beiden nach Norden reichenden Einfriedungsmauern (Hauptstraße 47 und 48) an der Kreuzung Hauptstraße / Maxim-Gorki-Straße.
Der zweigeschossige und fünfachsige Kernbau hat ein hohes, ziegelgedecktes Walmdach, darin in der Hauptansicht nach Süden ein Dreiecksgiebel mit einem liegenden Ovalfenster. Um den Dreiecksgiebel herum befinden sich drei Fledermausgauben. Zu beiden Seiten des Kernbaus erstrecken sich zwei später angesetzte, ebenfalls zweigeschossige und zweiachsige Flügelbauten, die einen niedrigeren, abgewalmten Dachfirst aufweisen, im Dach jeweils eine Fledermausgaube.
Das Erdgeschoss des Baus ist massiv, das Obergeschoss Fachwerk. Die im Regelfall rechteckigen Fenster werden zur Südseite hin mittig im Erdgeschoss durch den stichbogigen ehemaligen Haupteingang ergänzt, begleitet durch ein stichbogiges Fenster als Zwillingsfenster. Alle Fenster werden durch Klappläden begleitet. Die verputzten Fassaden des Originalgebäudes werden durch illusionistische Malerei geschmückt. Unter dem Gebäude befinden sich tonnengewölbte ehemalige Weinkeller.
Auf der Ostseite der heutigen Wohnanlage wurde der abgerissene Saalanbau zu Wohnzwecken wieder ergänzt.
Der nach Süden vorgelagerte Garten ist die ehemalige Weingartenfläche eines ehemaligen Weinguts, die später zum Gästegarten bzw. Freisitz umgewandelt wurde. Er hat sich „als stadtentwicklungsgeschichtlich unverwechselbare[…] Freifläche an dieser Stelle erhalten, demzufolge städtebaulich bedeutend“. Das Anwesen ist zudem ein „Zeugnis für den jahrhundertelangen Weinbau in der Lößnitz“.
In der Denkmalbeschreibung des nicht weit entfernt westlich liegenden Lindenhofs (Maxim-Gorki-Straße 18) wird im Zusammenhang mit dessen Vorgarten hervorgehoben:

„Der Vorgarten des Anwesens führt im Kontext mit den Freiflächen vor den Gebäuden Maxim-Gorki-Straße 16, 22 und Hauptstraße 47 zu einer stadtentwicklungsgeschichtlichen Unverwechselbarkeit und ist somit städtebaulich bedeutend. Ursprünglich dienten diese Freiflächen dem Weinanbau[,] bevor sie sich nach der Reblauskatastrophe zu reinen Vorgärten entwickelten, die Fläche vor Haus Breitig, Maxim-Gorki-Straße 22 wurde mittlerweile wieder aufgerebt. Abgesehen davon sind die alten charakteristischen Winzerhäuser, wie Lindenhof, Haus Breitig und der Russe geblieben. Diese Konstellation, zumal in größerem Abstand zu den Hängen, bildet eine Besonderheit auf dem Stadtgebiet von Radebeul.“

## Geschichte

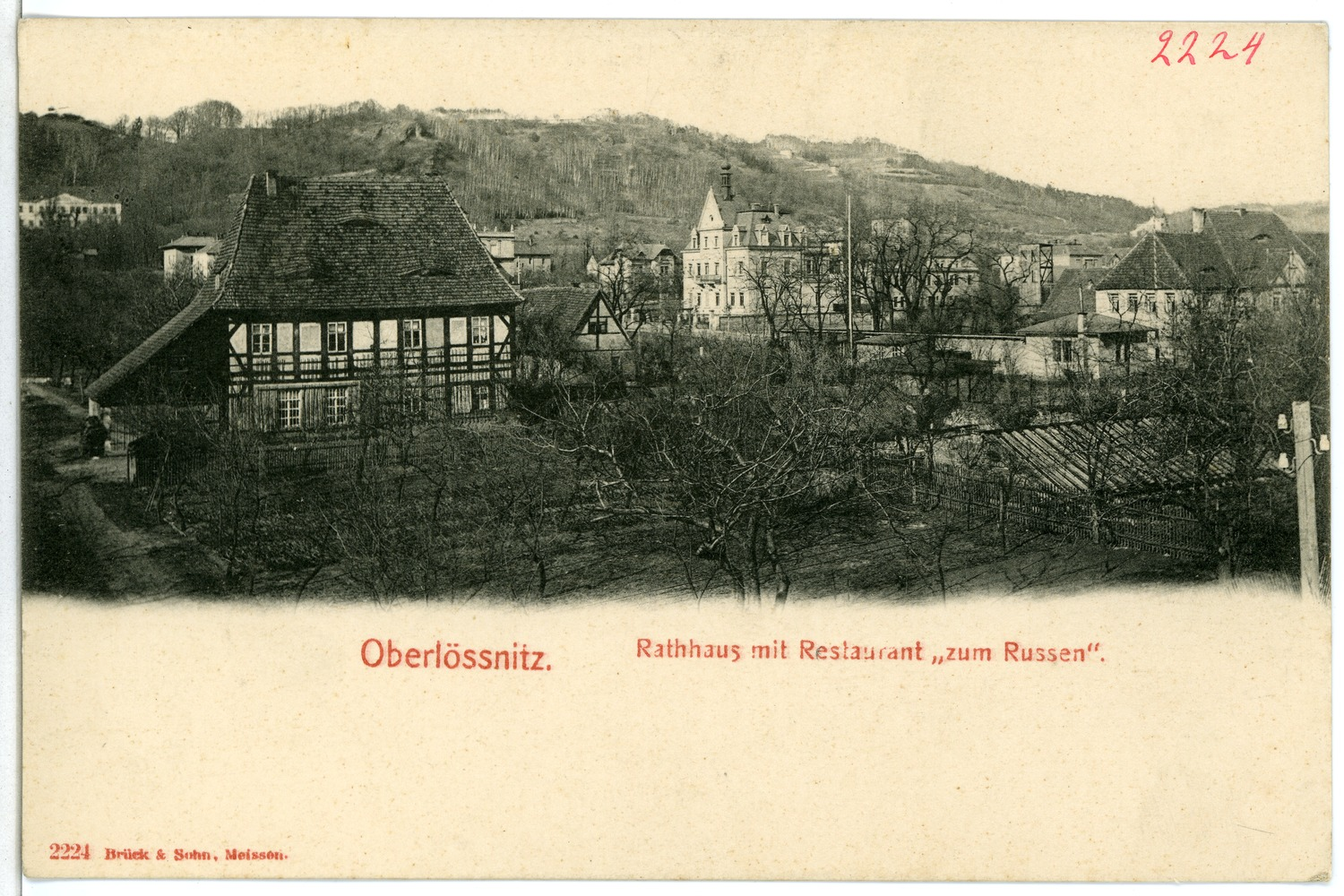
Villa Wach (links hinten), Haus Breitig, Rathaus Oberlößnitz und Gasthof „Zum Russen“ (rechts), 1901

Der Kernbau des Gebäudes wurde als Fachwerk-Winzerhaus zum Ende des 17. Jahrhunderts errichtet. Er ist auf der Lößnitzkarte von Hans August Nienborg aus dem Jahr 1714 dargestellt. Eine Kaufurkunde von 1735 erwähnt unter anderem „… eine tüchtige Presse, eine Muskatellerpresse und einen eingemauerten kupfernen Kessel zum Akant …“, aus dessen Pflanzenwurzel gärfähiger Zucker hergestellt wurde. Zu dieser Zeit wurden wohl auch die Flügelbauten mit niedrigerer Firsthöhe auf beiden Seiten angebaut.
Der Russe Demian Zarenkow erwarb 1806 das Weingut, das er elf Jahre lang als Kellerei und Schnapsbrennerei bewirtschaftete. 1814 erhielt er auch noch die Schankgenehmigung für Bier, Branntwein und Kaffee.
Nach Zarenkow folgten zahlreiche Besitzerwechsel. 1861 wurde auf der Ostseite der Saal angebaut, der Mitte der 1990er Jahre wieder abgebrochen wurde. Im 19. Jahrhundert tagte dort der Ärztliche Naturforschende Verein. Gegen Ende des 19. beziehungsweise am Anfang des 20. Jahrhunderts erfolgte ein „stilvoller Ausbau“, der Saal mit Bühne hatte eine kassettierte Deckenbemalung, noch reicher mit Kassetten geschmückt war jedoch der Schwedische Salon im Westteil des Gebäudes (auch Gastraum „Weinklause“).
Der letzte Gastwirt Paul Korn gab die Schankwirtschaft 1964 (oder 1968) auf. Spätestens ab 1973 stand Zum Russen in der damaligen Ernst-Thälmann-Straße 47 als Denkmal der Architektur in Radebeul unter Denkmalschutz.
Während der folgenden Grundstücksnutzung durch den VEB Geflügelanlagenbau setzte der schleichende Verfall ein, der erst nach der Wende mit der Sanierung und Restaurierung des Gebäudes ab 2005 aufgehalten werden konnte. Dabei wurden alle Nebengebäude abgebrochen und dem Hauptbau auf der Rückseite nach Norden große Dachaufbauten aufgesetzt. Auch der Musikpavillon im Park existiert nicht mehr. Das ehemalige Gasthofsgebäude wird heute als Wohnhaus genutzt.